# 紹慶
紹慶（しょうけい）は、ベトナム陳朝の芸宗が使用した元号。1370年 - 1372年。

## 西暦・干支との対照表
| 紹慶 | 元年   | 2年    | 3年    |
| 西暦 | 1370年 | 1371年 | 1372年 |
| 干支 | 庚戌   | 辛亥   | 壬子   |